# 著作権保護期間の延長問題を考えるフォーラム
著作権保護期間の延長問題を考えるフォーラム（ちょさくけんほごきかんのえんちょうもんだいをかんがえるフォーラム）は、日本の著作権法における著作権の保護期間延長問題について研究・提言を行っている任意団体。事務局は東京都港区・骨董通り法律事務所内。略称はthink C（シンク・シー）。

## 概要
2006年に日本文藝家協会や日本音楽著作権協会など複数の権利者団体が構成する著作権問題を考える創作者団体協議会が文化庁に対し著作権の保護期間延長を求める要望書を提出したことを受け、弁護士・福井健策らが中心となり「拙速な議論を避け、様々な立場から広く意見を募ると共に延長が実施された場合の文化的・経済的影響について実証的なデータや予測に基づいて慎重に議論する」ことを目的に著作権保護期間の延長問題を考える国民会議が結成された（後に「国民会議」から「フォーラム」へ改称）。フォーラム全体としては保護期間延長に反対の立場を執る参加者が多いものの、松本零士（漫画家）を始め延長賛成を表明している参加者もおり、設立趣旨上も「拙速な議論を避け、様々な立場から広く意見を募る」ことを目的としている。
2006年12月に公開シンポジウムを開催して以降、2007年3月から2008年4月にかけて慶應義塾大学三田キャンパスでトークイベントを6回にわたり開催。これらのイベントを通じて発表された調査・研究報告などを基に2008年10月30日、
1. 著作権保護期間は延長すべきでない
2. 日本版「フェアユース」規定を速やかに導入する
3. 流通・利用促進策を進める（公的報償システム、データベースの相互接続）
4. 著作権だけに依存しない創作支援制度を創設・強化する

の4点を柱とする「保護期間延長問題と創作・流通促進に関する共同提言」を文化審議会及び文化庁長官・内閣官房知的財産戦略推進事務局宛に提出した。
また、2009年には文化審議会著作権分科会法制問題小委員会において複数の団体からフェアユース規定に関するヒアリングを行った際にも上記の共同提言に基づき意見を表明している。